# Segunda batalla de Petelia
La segunda batalla de Petelia fue un enfrentamiento militar entre Cartago y la República romana en el año 208 a. C. durante el transcurso de la segunda guerra púnica.

## Acontecimientos previos
Tras el serio retroceso cartaginés del año 209 a. C., los romanos se propusieron la conquista de la ciudad de Locri como objetivo preferente de la campaña de 208 a. C. Tras un primer intento fallido por parte del cónsul Tito Quincio Crispino apenas iniciado su mandato, tras fijar junto a su colega consular Marco Claudio Marcelo al ejército de Aníbal en Apulia próximo a la ciudad de Venusia, decidieron que contingentes de otros dos ejércitos romanos volviesen a intentar la acción. 
El ejército de Quinto Claudio, recién elegido pretor en Tarento, debía enviar una parte de sus efectivos (con base en el Salentino) marchando por tierra para atacar la ciudad mientras el pretor en Sicilia, Lucio Cincio Alimento, acudiría con maquinaria de asedio y naves artilladas.

## El combate
Informado Aníbal por los habitantes de Thurii de la marcha de los romanos que venían por el camino de Tarento, dispuso que 3000 jinetes y 2000 infantes se emboscaron al pie de la colina de Petelia. Los romanos avanzaban sin adoptar precauciones y un deficiente reconocimiento del terreno les hizo caer en la emboscada, resultando muertos entre dos mil y dos mil quinientos hombres mientras otros mil quinientos eran apresados. El resto se dispersó y regresó a su base en Tarento.

## Acontecimientos posteriores
Después de este éxito cartaginés, los romanos persistieron en el intento contra Locri con la participación de las tropas venidas de Sicilia bajo mando de Lucio Cincio Alimento. Este atacó la localidad con obras de asedio y batió sus muros con su artillería. Tras la emboscada de Venusia en que falleció uno de los cónsules y el otro fue mortalmente herido, y el fracaso en el intento de recaptura de Salapia mediante un ardid, Aníbal puso rumbo al Brucio. El jefe cartaginés al mando de la plaza, Magón, coordinado con el regreso de Aníbal desde Apulia, logró poner en fuga a los romanos, que abandonaron sus máquinas y embarcaron precipitadamente al ver la llegada de los jinetes cartagineses.